# コラボラシオン

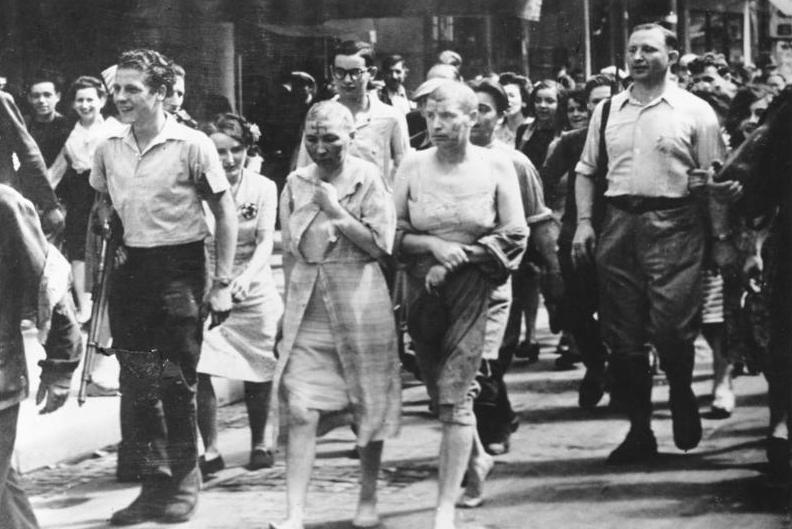
フランス解放後、頭を刈られ引き回される親ドイツの女性達。「エピュラシオン」も参照。

コラボラシオン（フランス語: Collaboration）とは、文字通りには「協力」（コラボレーション）を意味するが、フランスの歴史では特に、第二次世界大戦中、ナチス・ドイツに占領されたフランスで行われた対独協力行為を指す。しばしばコラボ (collabo) と略される。
本稿では、第二次世界大戦中のフランスにおけるコラボラシオンについて解説する。それ以外の地域・時代での占領行政への協力行為一般については利敵協力を参照。
ヴィシー政権が行った労働者としての徴用などの組織的なものから、個人的に占領軍に協力したりする者など様々であった。フランス解放後、協力者（コラボラトゥール）たちは怒った市民たちによって報復された。

## 実例
- 1944年にパリが解放された時、アメリカのジャーナリストによってパリのオートクチュール産業が占領中を通してまったく無傷で残されていたことが報道されると、世界中から憤りの声が上がった[1]。実際、いくつかのメゾンは店を閉じたが、ジャンヌ・ランバン、ニナ・リッチなど多くのメゾンがドイツ軍を新たな顧客として営業を継続していた。ココ・シャネルは店は閉店したものの、戦争中のほとんどの期間独軍支持の立場を公言していた。当時のファッション業界の人々は対独協力者として非難され、戦後フランスのファッション界での主導権が揺らぐ原因のひとつとなった[1]。
- ナチスは占領後すぐにフランスワインを収集したが、「差し押さえられる前に隠し貯蔵庫を作った」「ナチスはダミーの安いワインを喜んで持ち去った」などレジスタンス側の伝説が信じられていた[2]。しかし近年の研究により、以前から輸入を担当していたドイツ人業者を担当者に任用し一定数を買い上げるが、アルザス＝ロレーヌを経由し費用は占領地維持費で支払うなどの手口によりドイツが負担する金額はほとんど無いという効率的なシステムを構築した。フランス側もナチスが高値で買い付けるためワイン業者は喜んで協力し、担当者を経由せずにナチスの将校に売りつけるなどの行為も行っていた。パリが解放された後はフランスのワイン業界にとって都合が悪いため、この事実は長年伏せられていたことが明らかになっている[3]。

## コラボラトゥールとされた人物や団体
- ジャン・ミュルトン
- リディ・バスティアン
- ジャーン・ポール・リヤン
- ポール・トゥヴィエ
- モーリス・パポン
- ジャック・ドリオ
- ピエール・ラヴァル
- フィリップ・ペタン
- シャルル・モーラス
- ロベール・ブラジヤック
- ピエール・ドリュ・ラ・ロシェル
- アベル・ボナール
- リュシアン・ルバテ
- コリンヌ・リュシェール
- ココ・シャネル
- ムーク (人)
- マルセル・デア
- フランソワ・ダルラン
- ジョゼフ・ダルナン
- ミリス
- アクション・フランセーズ
- マルグレ＝ヌー
- 第33SS武装擲弾兵師団
- フランスSS突撃大隊
- フランス人民党